# Brian Protheroe
Brian Protheroe (Salisbury, Wiltshire, 16 de junho de 1944) é um músico, ator e narrador inglês. É mais conhecido por seu primeiro single, Pinball. Narrou o programa de namoro do Channel 4, First Dates desde 2015.